# Červené Janovice
Červené Janovice – gmina w Czechach, w powiecie Kutná Hora, w kraju środkowoczeskim.
1 stycznia 2017 gminę zamieszkiwało 671 osób, a ich średni wiek wynosił 44,0 roku.